# Geistliche Verwaltung der Muslime der Republik Tatarstan

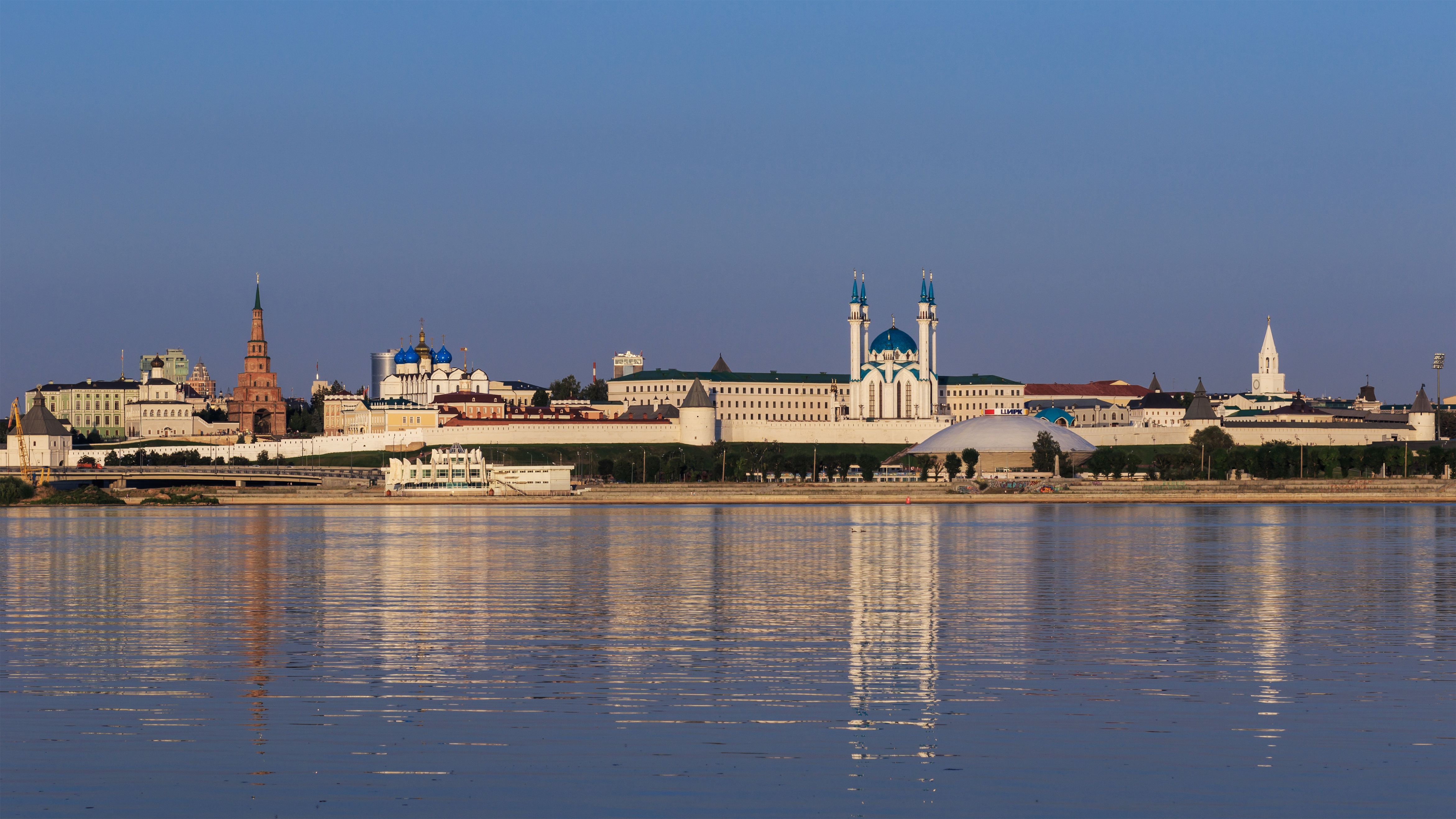
Der Kasaner Kreml mit Kul-Scharif-Moschee und Mariä-Verkündigungs-Kathedrale

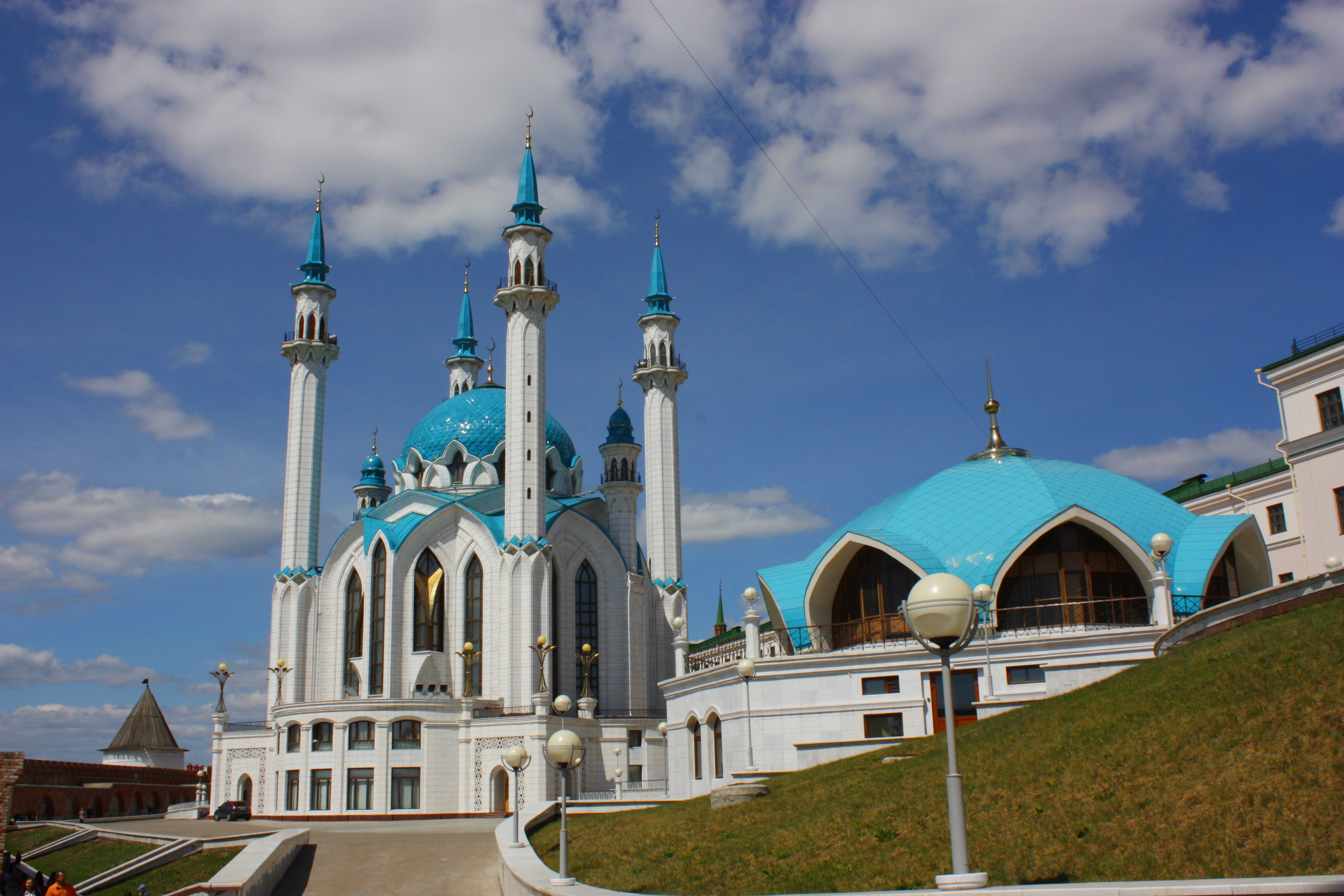
Kul-Scharif-Moschee in Kasan

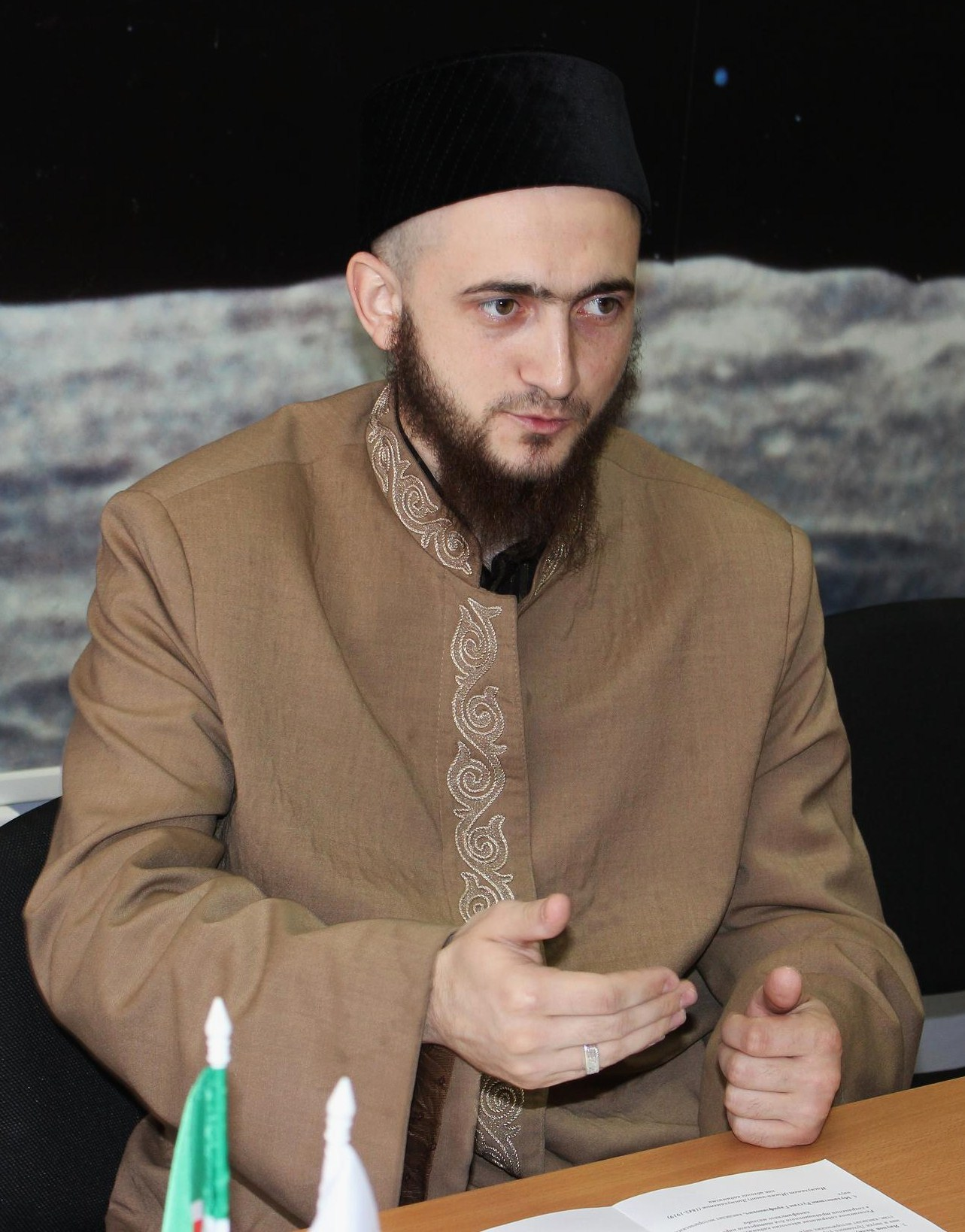
Mufti Kamil Samigullin

Die Geistliche Verwaltung der Muslime der Republik Tatarstan (russ. Духовное управление мусульман Республики Татарстан / Duchownoje uprawlenije mussulman Respubliki Tatarstan; Abk. ДУМ РТ / DUM RT), auch unter der Bezeichnung Muftiat von Kasan (Казанский муфтият / Kasanski muftijat) bekannt, ist die wichtigste muslimische Organisation in Tatarstan (siehe auch Islam in Tatarstan). Den Vorsitz dieser 1998 gegründeten Geistlichen Verwaltung führt der amtierende Oberste Mufti Kamil Samigullin (seit 2013), der seine islamische Ausbildung neben den Institutionen in Kasan auch an der nach Scheich Muhammad Arif benannten Nordkaukasischen Islamischen Universität in Machatschkala (Dagestan) und der Medrese der İsmail-Ağa-Gemeinde in Istanbul erwarb.
Der Hauptsitz der Geistlichen Verwaltung ist in Kasan, der Hauptstadt der Republik Tatarstan in Russland. Ihre Hauptmoschee ist die nach Kul Scharif – dem letzten Imam von Kasan vor der russischen Eroberung des Khanats – benannte  Kul-Scharif-Moschee ebendort.
Die wichtigste höhere Bildungseinrichtung ist das Russische Islamische Institut (Universität) in Kasan.
Die Einrichtung der DUM vertritt überwiegend den in Tatarstan vorherrschenden sunnitischen Islam der hanafitischen Rechtsschule (madhhab).

## Oberste Muftis
- Gusman Ischakow
- Ildus Faisow
- Kamil Samigullin (amtierend)

## Einrichtungen
- Moscheen in Tatarstan[5] und den Nachbarregionen
- Russisches Islamisches Institut (Universität) in Kasan
- Medrese Muchammadija (Mohammed) in Kasan
- Medrese Mardschani[6] in Kasan
- Medrese Musafarija
- verschiedene muslimische Schulen in Tatarstan